# 映像京都
映像京都（えいぞうきょうと）は、かつて存在した映画の製作、テレビの制作プロダクション。代表取締役は西岡善信。

## 略歴・概要
1971年に大映が倒産し、当時収録が始まったばかりのテレビドラマ「木枯し紋次郎」の制作を中止させないため、翌1972年に市川崑の提唱によって当時大映京都撮影所に所属していた俳優、製作・美術・技術各スタッフを中心に発足。三隅研次、池広一夫、森田富士郎、森一生、安田公義、太田昭和、黒田義之、大洲斉らが参加していた。
大映京都撮影所の閉鎖後は松竹京都映画の構内に事務所を間借りし、作品契約の形態で、監督・プロデューサーを含む約60人のスタッフを抱えていたが、西岡の高齢や時代劇製作の減少を理由に2010年8月31日をもって解散した。なお、解散後の作品の著作権表記（保有）は日本映画放送株式会社となっている。
その後、2011年に当時の中堅・若手スタッフらによって、事実上の映像京都の後継である「株式会社京都組」が設立された。

## おもなフィルモグラフィ

### テレビドラマ
制作協力も含む
- 木枯し紋次郎（1972年、C.A.L・CX）
- 狼・無頼控（1973年、大映テレビ・MBS）
- 唖侍鬼一法眼（1973年、勝プロダクション・NTV）
- 座頭市物語（1974年、勝プロ・CX）
- 痛快!河内山宗俊（1975年、勝プロ・CX）
- 夫婦旅日記 さらば浪人（1976年、勝プロ・CX）
- 新・座頭市（1976年 - 1979年、勝プロ・CX）
- 横溝正史シリーズ（1977年 - 1978年、MBS）
- 江戸の用心棒（1981年、東宝・CX）
- 岡っ引どぶ（1991年、CX）
- 八丁堀捕物ばなしシリーズ（1993年 - 1996年、CX）
- 御家人斬九郎（1995年 - 2002年、CX）
- 松本清張スペシャル・霧の旗（1997年、CX）
- 五瓣の椿（2001年、NHK）- 美術
- 忠臣蔵1/47（2001年、CX）- 製作協力
- 赤ひげ（2002年、CX）- 製作協力
- 盤嶽の一生（2002年、CX）
- 怪談百物語（2002年、CX）
- 夜桜お染（2003年 - 2004年、CX）
- 怪談スペシャル（2005年、CX）
- 世にも奇妙な物語 05秋の特別編「影武者」（2005年、CX）
- ザ・ヒットパレード〜芸能界を変えた男・渡辺晋物語〜（2006年、CX）- オープンセット監修
- 虹を架ける王妃（2006年、CX）- 制作協力（映像京都＝韓国文化放送）
- 木枯し紋次郎（2009年、CX）- 制作協力
- 2夜連続 松本清張スペシャル 球形の荒野（2010年、CX）

### 劇場映画
- 竜馬暗殺（1974年、日本ATG）- 協力
- 金閣寺（1976年） - 製作（たかばやしよういちプロ＝映像京都＝ATG）
- 愛しき日々よ（1984年） - 製作（サンレニティ＝映像京都）
- 薄化粧（1985年）- 製作（松竹=五社プロ=映像京都）
- 十手舞（1986年）- 製作（松竹=五社プロ=映像京都）
- 浪人街（1990年）- 製作協力
- 御法度（1999年）- 製作協力
- どら平太（2000年）- 製作協力
- かあちゃん（2001年） - 製作（映像京都=日活=イマジカ=シナノ企画）
- 最後の忠臣蔵（2010年）

## 主なスタッフ
- 西岡善信
- 森一生
- 安田公義
- 三隅研次
- 池広一夫
- 大洲斉
- 内藤昭
- 宮川一夫
- 森田富士郎など